# Tienen
Tienen (fr. Tirlemont, niem. Thienen) – miasto w środkowej Belgii, w Regionie Flamandzkim, w prowincji Brabancja Flamandzka, w okręgu Leuven. Leży ok. 45 km na wschód od Brukseli, nad rzeką Grote Gete. 1 stycznia 2024 roku liczyło 36 581 mieszkańców. Pod względem powierzchni jest największym miastem w prowincji.

## Podział administracyjny
W skład miasta wchodzi osiem dzielnic (deelgemeente):
- Bost
- Goetsenhoven (Gossoncourt)
- Hakendover
- Kumtich
- Oorbeek
- Oplinter
- Sint-Margriete-Houtem (Hautem-Sainte-Marguerite)
- Vissenaken

## Współpraca
Miejscowości partnerskie:
- Admont, Austria
- Benešov, Czechy
- Bielsko-Biała, Polska
- Hergiswil, Szwajcaria
- Huy, Liège
- Lunéville, Francja
- Soest, Niemcy
- Valkenswaard, Niderlandy

## Zabytki
- gotycki kościół pw. NMP (Onze-Lieve-Vrouw-ten-Poel)
- kościół pw. św. Germanusa (Sint-Germanus) z XVI w.
- ratusz

## Transport
Znajduje się tutaj stacja kolejowa Tienen.

## Galeria

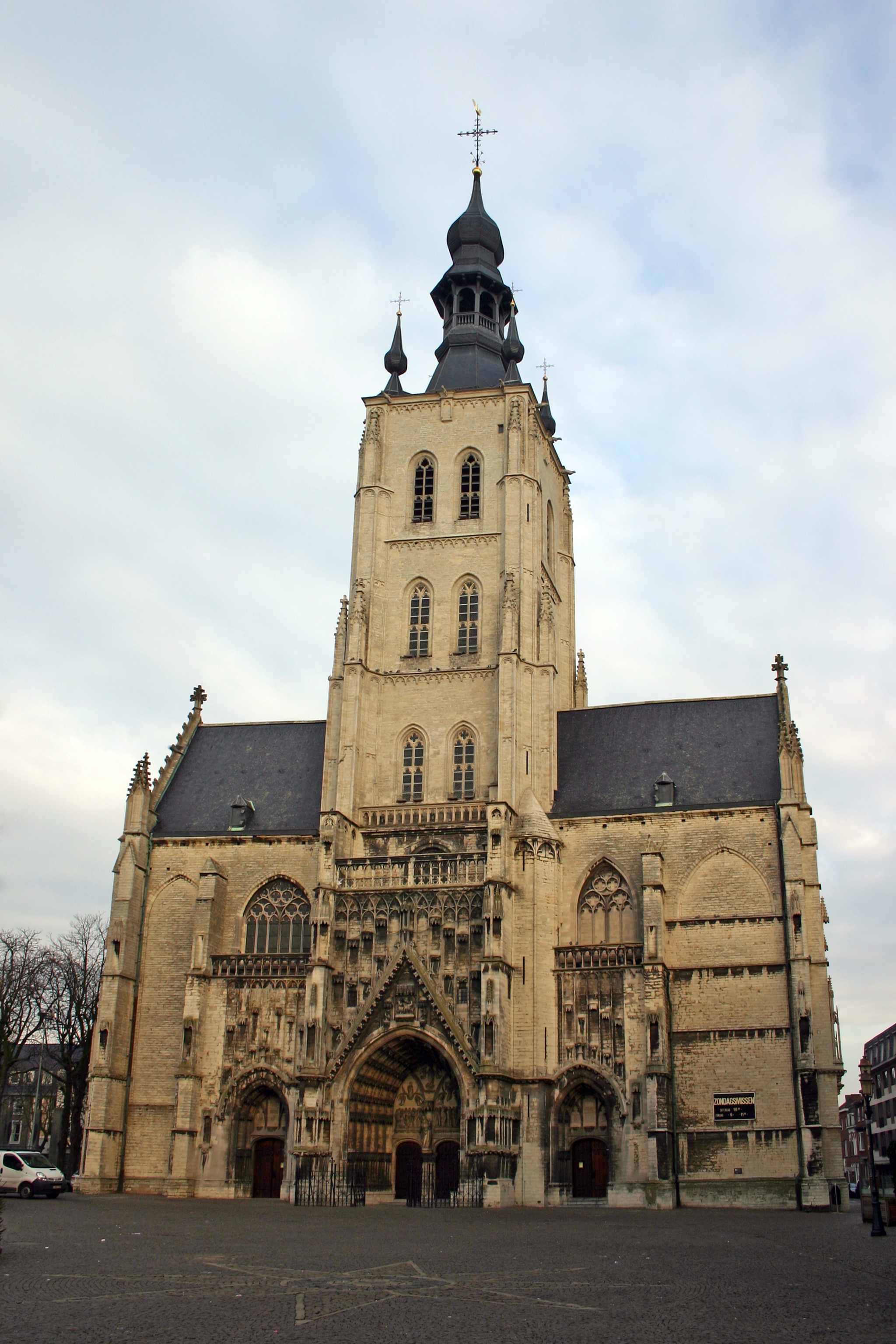
Kościół pw.. NMP (Onze-Lieve-Vrouw-ten-Poel)
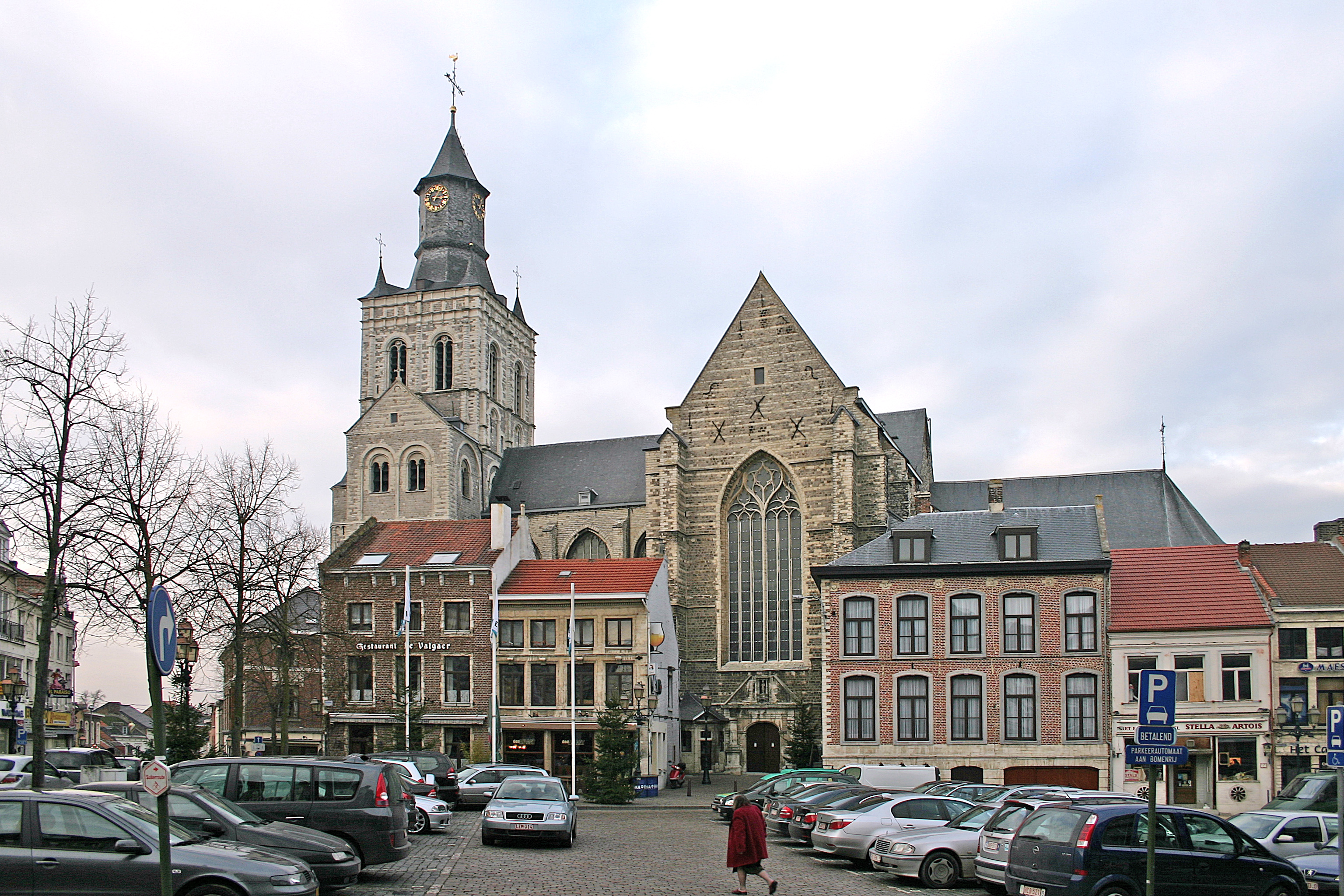
Kościół pw. św. Germanusa (Sint-Germanus)
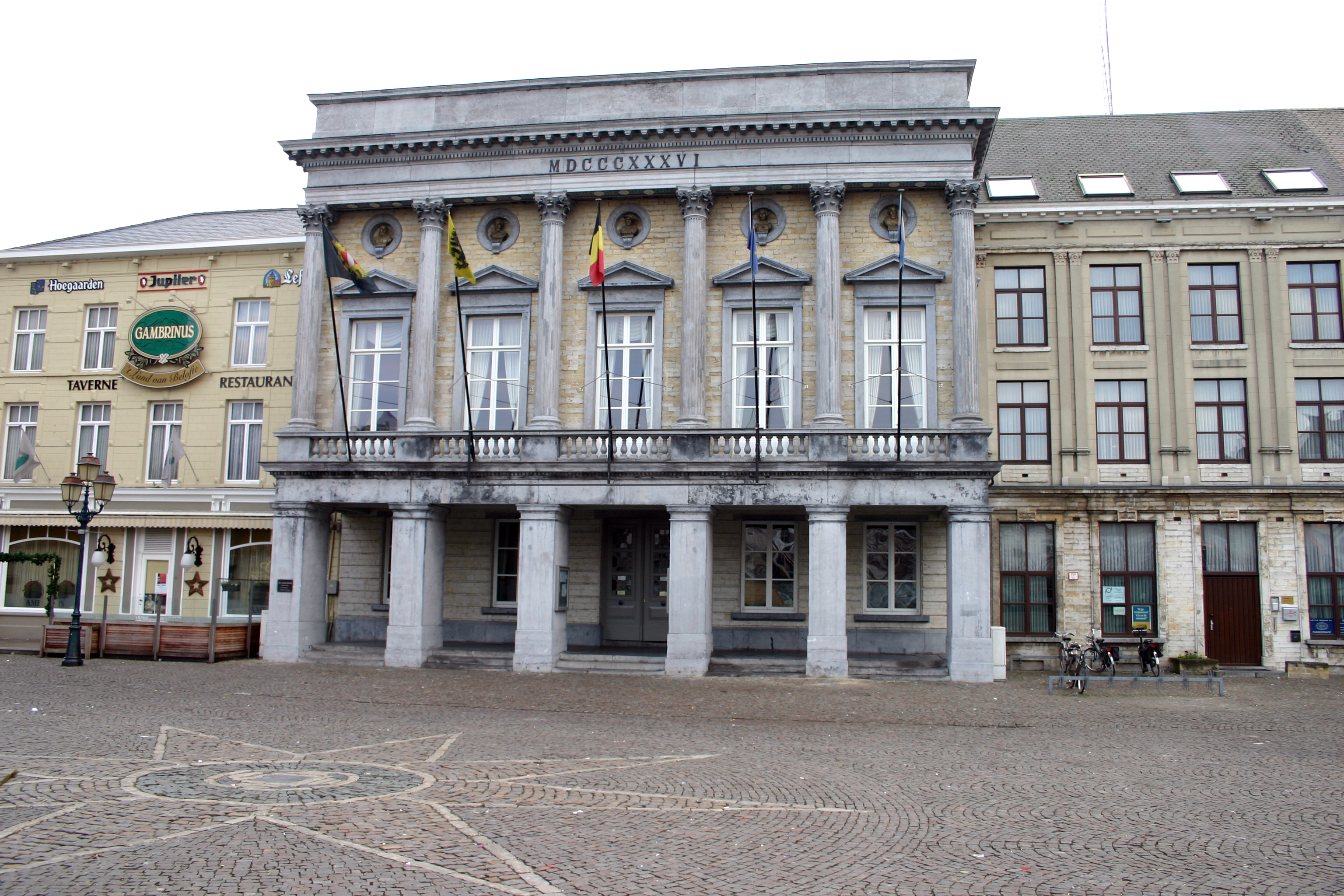
Ratusz